# Saint-Thiébaud
Saint-Thiébaud là một xã trong vùng hành chính Franche-Comté, thuộc tỉnh Jura, quận Lons-le-Saunier, tổng Salins-les-Bains. Tọa độ địa lý của xã là 46° 58' vĩ độ bắc, 05° 51' kinh độ đông. Saint-Thiébaud nằm trên độ cao trung bình là 550 mét trên mực nước biển, có điểm thấp nhất là 380 mét và điểm cao nhất là 850 mét. Xã có diện tích 7.94 km², dân số vào thời điểm 2005 là 63 người; mật độ dân số là 8 người/km².

## Thông tin nhân khẩu
| 1962 | 1968 | 1975 | 1982 | 1990 | 1999 |
| ---- | ---- | ---- | ---- | ---- | ---- |
| 32   | 61   | 58   | 67   | 70   | 60   |

## Địa điểm tham quan
Nhà thờ trong làng xuất phát từ thế kỉ thứ 16.